# Tsarychanka (huyện)
Huyện Tsarychanka (tiếng Ukraina: Царичанський район, chuyển tự: Tsarychankas'kyi raion) là một huyện của tỉnh Dnipropetrovsk thuộc Ukraina. Huyện Tsarychanka có diện tích 903 km², dân số theo điều tra dân số ngày 5 tháng 12 năm 2001 là 30774 người với mật độ 34 người/km2. Trung tâm huyện nằm ở Tsarychanka.